# كوزه باشي (أديامان)
كوزه باشي (بالكردية: Xosmosî‏) (بالتركية: Gözebaşı)‏ هي قرية كرديّة تتبع إداريّاً لمديرية أديامان في محافظة أديامان التركية الواقعة في جنوب شرق الأناضول. بلغ عدد سكانها 436 نسمة في عام 2021.